# Дурково (Псковський район)
Дурково (рос. Дурково) — присілок в Псковському районі Псковської області Російської Федерації.
Населення становить 29 осіб. Входить до складу муніципального утворення Завеличенська волость.

## Історія
Від 2015 року входить до складу муніципального утворення Завеличенська волость.

## Населення
| 2001 | 2002 | 2010 | 2014 |
| ---- | ---- | ---- | ---- |
| 14   | ↗16  | ↗21  | ↗29  |